# Philipp Weiss (Schriftsteller)

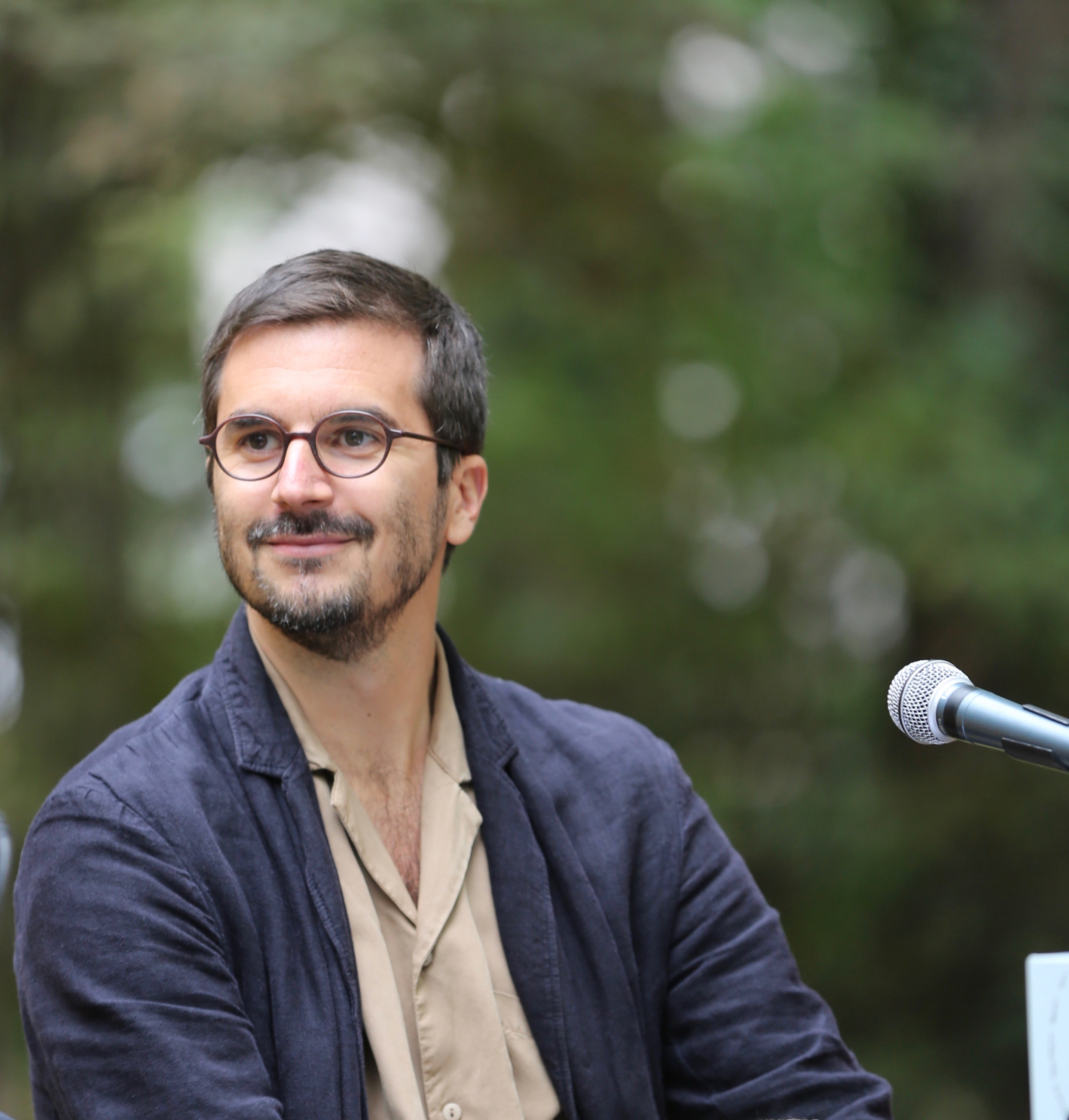
Philipp Weiss auf dem Erlanger Poetenfest 2018

Philipp Weiss (* 5. Februar 1982 in Wien) ist ein österreichischer Schriftsteller.

## Leben und Werk
Philipp Weiss studierte Germanistik, Philosophie und Deutsch als Fremdsprache an der Universität Wien. Als Magisterarbeit schrieb er bei Wolfgang Müller-Funk einen dekonstruktivistischen Essay zu Peter Handkes Wunschloses Unglück. Nach dem Studium, im Jahr 2008, unterrichtete er an der Universität Baku, Aserbaidschan. Derzeit lebt und arbeitet er in Wien.
Sein Theatertext Egon erschien 2008 im Passagen Verlag und wurde im Leopold Museum Wien in Form einer Szenischen Lesung und Performance präsentiert.
Weiss nahm mit seinem Text Blätterliebe am Ingeborg-Bachmann-Preis 2009 teil und überraschte damit, dass er am Ende der Lesung ein Blatt seines Textes verspeiste.
Im Jahr 2010 wurde sein Stück Seifenblasenoper. Eine Kritik der runden Vernunft bei den Werkstatttagen am Burgtheater Wien präsentiert. 2011 gewann er mit seinem Stück Allerwelt das Hans-Gratzer-Stipendium und eine Uraufführung am Schauspielhaus (Wien), wo er in der Spielzeit 2013/14 Hausautor war.
Im Jänner 2013 erschien seine Erzählung Tartaglia in der Edition Atelier (Wien).
Im September 2018 erschien sein Debütroman Am Weltenrand sitzen die Menschen und lachen im Suhrkamp Verlag (Berlin). Die 1.056 Seiten wurden als fünf Bände in einem Schuber herausgegeben, sind aber ein zusammenhängender Roman. Noch vor Erscheinen wurde er mit dem Literaturpreis der Jürgen Ponto-Stiftung 2018 ausgezeichnet, später folgten der Klaus-Michael Kühne-Preis und der Rauriser Literaturpreis.
Im Oktober 2019 wurde sein Stück Der letzte Mensch im Nestroyhof Hamakom uraufgeführt, das sich in verschiedenen Szenarien mit der Zukunft der Menschheit befasst.

## Werke (Auswahl)
Prosa
- Tartaglia, Erzählung, Edition Atelier 2013, ISBN 978-3-902498-75-5
- Am Weltenrand sitzen die Menschen und lachen (Roman), mit Illustrationen von Raffaela Schöbitz, Suhrkamp-Verlag, Berlin (September) 2018, ISBN 978-3-518-42817-7; Rezension von Christoph Schröder im Deutschlandfunk Buch der Woche vom 2. Dezember 2018

Drama
- Der letzte Mensch (Theaterstück)[4]
- Ein schöner Hase ist meistens der Einzellne (Theaterstück)[4]
- Allerwelt (Theaterstück)[4]
- Seifenblasenoper. Eine Kritik der runden Vernunft (Theaterstück)[4]
- Egon. Ein Kunst-Stück (Theaterstück, Passagen Verlag 2008) (TB 2003 ISBN 978-3-85165-804-0).

## Auszeichnungen
- 2006 Hermann-Lenz-Stipendium
- 2006 Luaga&Losna-Dramatiker-Stipendium
- 2007 3. Litarena Literaturpreis
- 2008/2009 Österreichisches Staatsstipendium für Literatur
- 2011 Gewinner von Stück/für/Stück 2011
- 2011 Hans-Gratzer-Stipendium
- 2011 und 2012 Österreichisches Dramatikerstipendium
- 2013 Theodor-Körner-Preis
- 2018 Literaturpreis der Jürgen Ponto-Stiftung für Am Weltenrand sitzen die Menschen und lachen
- 2018 Debütpreis des Harbour Front Literaturfestivals für Am Weltenrand sitzen die Menschen und lachen[5]
- 2019 Rauriser Literaturpreis für Am Weltenrand sitzen die Menschen und lachen[6]
- 2023 Robert-Musil-Stipendium[7]